# Євген Ашкеназі

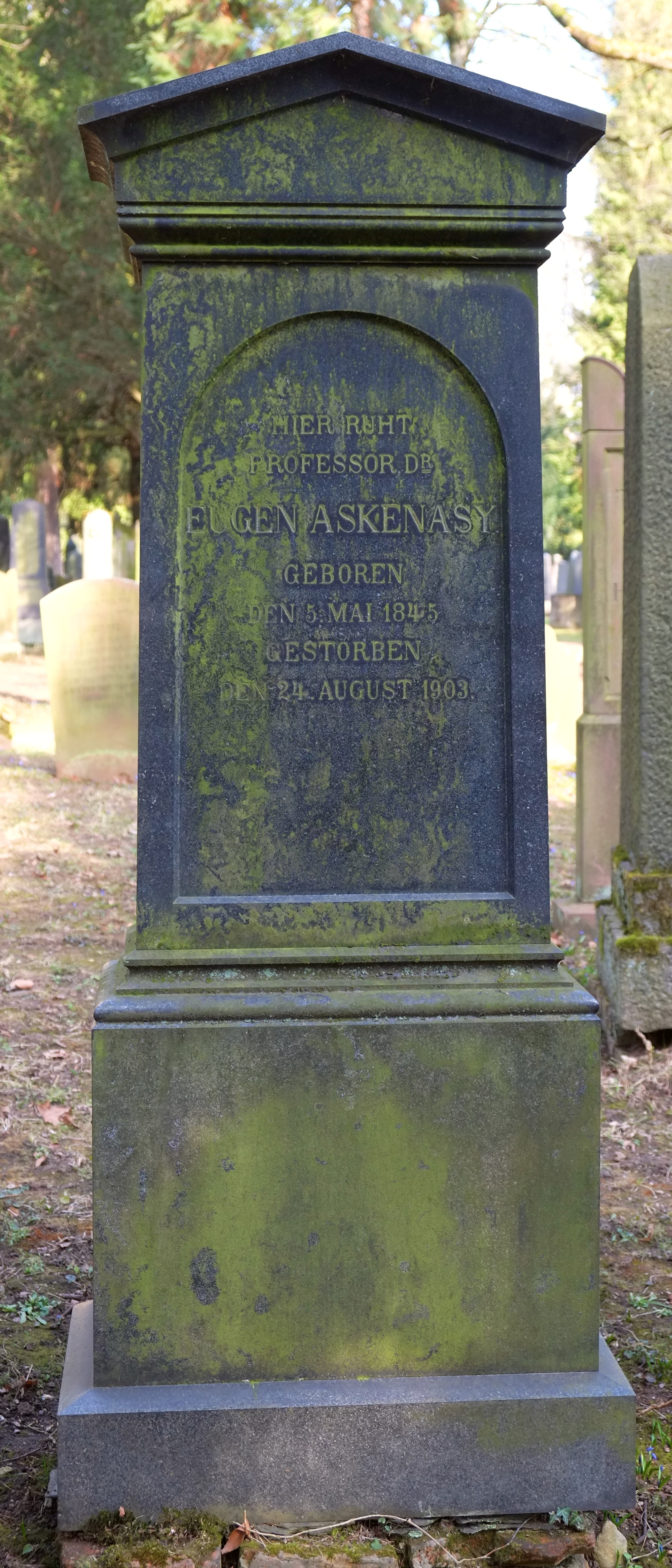
Могила Ашкеназі у Франкфурті-на-Майні

Євген Ашкеназі (нім. Eugen Askenasy; 5 травня 1845, Тернопіль[джерело?] — 24 серпня 1903, Зельден) — німецькомовний біолог родом з України.

## Життєпис
З 1855 по 1859 рік навчався у знаменитій Дрезденській євангельській «кройцгімназії». У 1862 році вивчав сільське господарство в Гоенгаймській академії, 1864 року навчався в Гайдельберзькому університеті, де вивчав ботаніку у Юліуса Сакса і Вільгельма Гофмейстера.
Після присвоєння йому докторського ступеня в 1866 році він шістьма роками пізніше набув вищого наукового ступеня (габілітація), захистивши роботу «Ботаніко-морфологічні дослідження» (нім. Botanisch-morphologische Studien). 1881 року став надзвичайним професором, а в 1897 році — почесним професором Гайдельберзького університету. Досліджував, серед іншого, фізіологію росту і фізичні основи руху води у рослинах, а також аспекти науки про водорості. 1895 року висунув теорію когезії для сокоруху в ксилемі.
1886 року прийнятий у Німецьку імператорську академію природодослідників «Леопольдіна». Крім того, був членом Зенкенберзького товариства дослідження природи, Гайдельберзької природознавчої спілки та Німецького ботанічного товариства. Його бібліотеку за заповітом передано Гейдельберзькому ботанічному інститутові, а його гербарій — Зенкенберзькому товариству, що у Франкфурті.

## Публікації
- Beiträge zur Kenntniss des Chorophylls und einiger dasselbe begleitender Farbstoffe
- Beiträge zur Kritik der Darwin'schen Lehre, 1872
- Ueber eine neue Methode, um die Vertheilung der Wachsthumsintersität in wachsenden Theilen zu bestimmen, 1878
- Ueber einige Beziehungen zwischen Wachsthum und Temperatur, 1890
- Beiträge zur Erklärung des Saftsteigens, 1896